# La melena de león
La melena de león es uno de los 56 relatos cortos sobre Sherlock Holmes escrito por Arthur Conan Doyle. Fue publicado originalmente en The Strand Magazine y posteriormente recogido en la colección El archivo de Sherlock Holmes.

## Argumento
La acción parece que se sitúa hacia el mes de julio de 1907. Holmes  se encuentra en la región de los Down, cerca del Canal. Cierto día, un suceso rompe el lento devenir del tranquilo lugar: Fitzroy MacPherson, profesor de ciencias en el cercano y prestigioso colegio de Harold Stackhurst, ha sido encontrado moribundo, presa de terribles dolores, tras un baño en el mar. Antes de fallecer sólo ha podido decir: "¡La melena de león!"
Se plantean numerosas hipótesis, y todas parecen tender hacia alguien empeñado en impedir el noviazgo del joven profesor con la belleza local, Miss Maud Bellamy. Holmes dirá respecto a la joven: "Maud Bellamy permanecerá siempre en mi recuerdo como una mujer perfecta y extraordinaria." Finalmente, el detective descubre que la verdadera asesina es la Cyanea capillata, un mortífero habitante marino de aspecto similar a la melena de león.